# Assencières
Assencières település Franciaországban, Aube megyében. Lakosainak száma 189 fő (2022. január 1.). Assencières Bouy-Luxembourg, Creney-près-Troyes, Luyères, Mesnil-Sellières, Rouilly-Sacey és Villechétif községekkel határos.

## Népesség
A település népességének változása:
| Lakosok száma | 73   | 89   | 106  | 170  | 195  | 175  | 171  | 181  | 186  | 189  |
|               | 1968 | 1982 | 1990 | 2006 | 2013 | 2015 | 2017 | 2019 | 2020 | 2022 |